# Floris Osmond
Floris Osmond (* 10. März 1849 in Paris; † 18. Juni 1912 in Saint-Leu nahe Paris) war ein französischer Wissenschaftler und Ingenieur. Er gilt als einer der Begründer der Metallografie. Er trug entscheidend zur Aufklärung der Allotropie des Eisens bei. Verschiedene Gefügebestandteile des Stahls wurden durch ihn benannt, so z. B. der Martensit nach A. Martens.
Ein Publikationsverzeichnis wurde kurz nach seinem Tod veröffentlicht.